# Plug and play

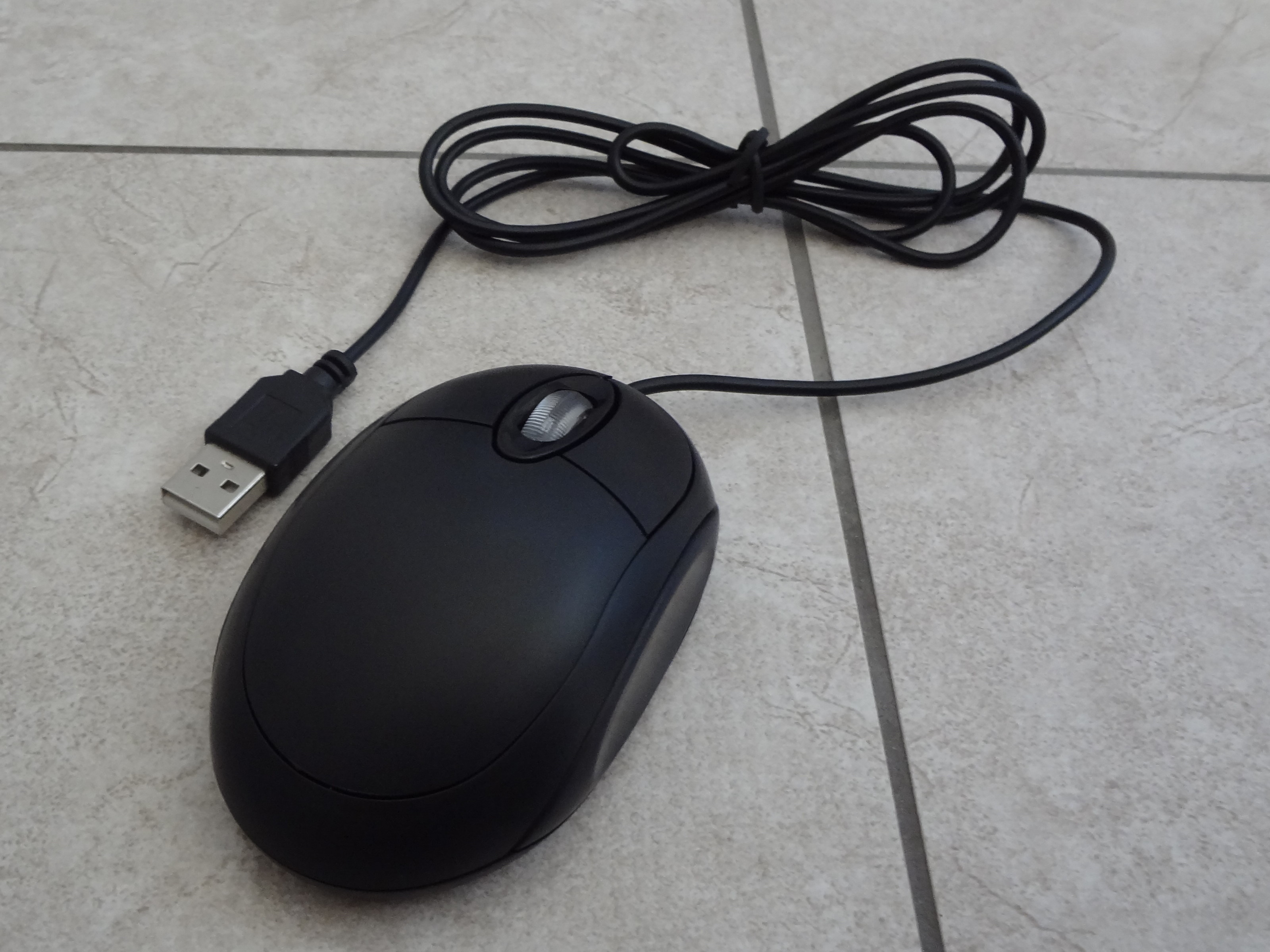
Un ratón, típico dispositivo plug and play

En informática, un dispositivo o bus informático Plug-and-Play o PnP (en español, Enchufar y usar) es aquel con una especificación que facilita el reconocimiento de un componente de hardware en un sistema sin necesidad de configurar el dispositivo físico ni de que el usuario intervenga para resolver conflictos de recursos, ya que el sistema incorpora e instala los controladores para dicho dispositivo. El término "plug and play" se ha ampliado desde entonces a una gran variedad de aplicaciones a las que se aplica la misma falta de configuración por parte del usuario.
No se debe confundir con Hot plug, que es la capacidad de un periférico para ser conectado o desconectado cuando el ordenador está en caliente (encendido).
Plug-and-play no indica que no sea necesario instalar drivers de dispositivos adicionales para el correcto funcionamiento del dispositivo. Plug and Play no debería entenderse como sinónimo de "no necesita drivers".
En el tiempo de arranque del sistema, las tarjetas PCI y el BIOS interactúan y administran los recursos solicitados por la tarjeta PCI. Esto permite asignación de IRQs y direcciones del puerto por medio de un proceso dinámico. Todo dispositivo PCI debe implementar los registros de configuración.
En 1995, Microsoft Windows incluyó un método completo para enumerar el hardware en el momento del arranque y asignar recursos, que se denominó estándar "Plug and Play".

## Requisitos
Para usar Plug and Play, se deben cumplir tres requisitos:
1. El SO debe ser compatible con Plug and Play.
2. La BIOS debe soportar Plug and Play.
3. El dispositivo a ser instalado compatible con Plug and Play.